# Canamá
Canamá är en ort i Mexiko.   Den ligger i kommunen San Juan Mixtepec -Dto. 08 - och delstaten Oaxaca, i den sydöstra delen av landet, 270 km sydost om huvudstaden Mexico City. Canamá ligger 2 105 meter över havet och antalet invånare är 132.
Terrängen runt Canamá är lite bergig. Runt Canamá är det ganska glesbefolkat, med 48 invånare per kvadratkilometer. Närmaste större samhälle är Santiago Juxtlahuaca, 15,5 km väster om Canamá. I omgivningarna runt Canamá växer huvudsakligen savannskog.